# Boba (pan)

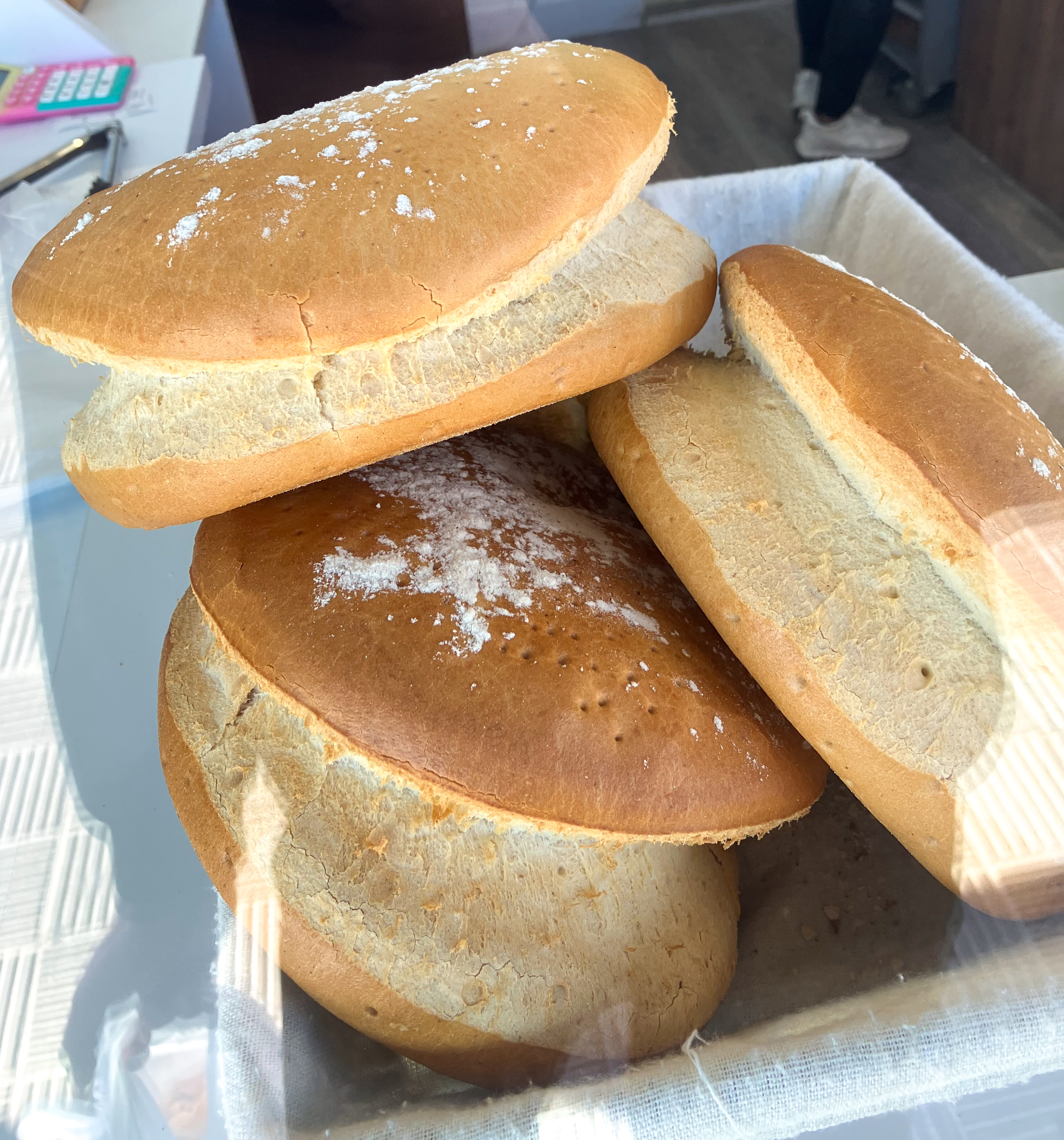
Tres bobas en una panadería de Sevilla.

La boba es una hogaza de pan de a base de harina blanca de trigo, que es típica de algunas zonas de Andalucía y La Mancha, en el sur de España. Por el tipo de elaboración, se considera una variedad de pan candeal, lo que le aporta una miga densa y esponjosa y una corteza gruesa y firme. Se caracteriza por su forma redonda y achatada, y en especial por su formación en dos pisos. Esto es debido a una greña hecha a lo largo de todo el diámetro. Los campesinos usaban este pan a modo de lonchera o fiambrera para llevar la comida al campo de labor, partiéndolo en dos mitades por la greña y metiendo dentro embutido, torreznos, patatera, queso o lo que hubiese  de almuerzo aquél día, y la volvían a cerrar. Así pues, se suele consumir como companaje, no sin un buen riego de aceite de oliva previo. Esta boba rellena se considera el equivalente rural andaluz al más urbano bocata o bocadillo. Antes de meterse al horno, la boba se pincha en su superficie para favorecer la liberación de gases y así lograr una cocción más uniforme.
Es especialmente típico de las provincias de Córdoba, Granada y Jaén. En algunos pueblos andaluces como Aznalcóllar, a la boba se le denomina «yeye». En algunos del valle alto del Guadalquivir se denomina «pan de carrucha», y un derivado malagueño es el pan cateto. Estos panes recuerdan a aquellos fosilizados en Pompeya, tal y como señala Yarza. La boba es uno de los panes típicos de Alcalá de Guadaíra (por su larga tradición conocida como «Alcalá de los Panaderos»), en donde tiene incluso una calle en su honor.